# سکس و ساعت خشونت خانواده
سکس و ساعت خشونت خانواده (به انگلیسی: The Sex and Violence Family Hour) یک فیلم کمدی جنسی آمریکایی ۶۰ دقیقه‌ای محصول سال ۱۹۸۳ با مجموعه‌ای از صحنه‌های جنسی کوتاه مانند «سالامی بزرگ»، «بردی بنگ» و «چرم و زنجیر» است. این فیلم همچنین اولین فیلم بلند جیم کری محسوب می‌شود.